# Nokia Lumia 830
O Nokia Lumia 830 é um smartphone apresentado pela Microsoft que roda sistema operacional Windows Phone 8.1 e um dos primeiros a vir com a atualização de firmware Lumia Denim.

## Lançamento
O Lumia 830 foi anunciado em 4 de setembro de 2014 na IFA 2014.

### Lançamento no Brasil
O Lumia 830 foi anunciado juntamente com o Lumia 730 e 735 em 1 de outubro de 2014 em São Paulo. Teve início de vendas em 10 de outubro de 2014 na loja online da Nokia no Brasil.

### Lançamento em Portugal
O Lumia 830 teve início de vendas, juntamente com o Lumia 735 em 13 de outubro de 2014 em Portugal.

## Design
O Lumia 830 é um smartphone com acabamento em metal nas laterais. A tampa traseira em plástico é removível e o modelo conta ainda com um botão dedicado à câmera. O botão dedicado à câmera, numa tradição da linha Lumia, foi mantido. Na lateral, estão localizados ainda o botão power e os controles de volume. Na parte frontal, a Microsoft manteve os botões do sistema – Voltar, Home e Buscar – de maneira fixa, logo abaixo da tela.

## Sistema Operacional
O Lumia 830 foi o quinto Smartphone a vir de fábrica com versão final do Windows Phone 8.1. Nesta nova versão foram incluídas muitas novas funcionalidades, descobertas na SDK em 10 de Fevereiro de 2014. Como a Cortana (assistente pessoal virtual), uma nova versão do Internet Explorer 11, fechamento dos aplicativos em segundo plano apenas deslizando o dedo para baixo no multitarefas e uma central de notificações.

### Lumia Denim
O Lumia 730, 735 e 830 são os primeiros Smartphones a vir com a nova atualização da Nokia. O Lumia Denim traz muitas novidades no aplicativo Lumia Câmera. Poderá ainda organizar sua tela inicial do jeito que você quiser com pastas. Também poderá combinar várias mensagens de texto em um, e em seguida, encaminhá-los para outra pessoa. No alarme poderá personalizar o tempo de repetição de um alarme, e depois desfrutar de um pouco mais shuteye para a hora que quiser e ainda muitas outras novidades.

## Especificações

### Tela
O Lumia 830 possui uma tela com resolução de 1280x720 pixels. As cores sólidas da interface do Windows Phone ressaltam a qualidade do display do aparelho da Nokia, que se mostra eficiente para todo tipo de tarefa. Chama a atenção ainda a proteção oleofóbica que recobre a tela do aparelho.

### Câmera
O 830 possui uma câmera traseira de 10 megapixels com a tecnologia PureView com flash LED que grava vídeos em full HD. Possui uma câmera frontal VGA de 0,9 megapixels.

### Hardware e processamento
O conjunto de processamento do Lumia 830 é o mesmo que equipa os Lumias 730 e 735. Ele conta com chipset Qualcomm Cortex-A7 Snapdragon 400, CPU quad-core de 1.2 GHz e GPU Adreno 305 e memória RAM de apenas 1GB.

### Armazenamento e Nano-SIM
O Lumia 830 usa um cartão nano-SIM. Todos os dados são armazenados na memória interna de 16GB e também possui uma memória expansível via cartão SD de até 128GB.

### Energia e bateria
- Bateria interna de íon de lítio recarregável;
- Bateria removível;
- Carga via USB do computador ou carregador de tomada;
- Tempo de conversação: Até 888 minutos em 4G;
- Tempo em espera: Até 528 horas;
- Via NFC por Indução

### Conteúdo da caixa
- Aparelho lumia 830;
- Carregador Nokia;
- Manual de usuário.